# Карай (приток Вороны)
Карай — река в России, протекает по Тамбовской и Саратовской областям. Устье реки находится в 236 км по левому берегу реки Ворона. Длина реки составляет 86 км, площадь водосборного бассейна — 750 км².
Основной приток — река Берёзовка (правый, впадает в 46 км от устья).

## Данные водного реестра
По данным государственного водного реестра России относится к Донскому бассейновому округу, водохозяйственный участок реки — Ворона, речной подбассейн реки — Хопер. Речной бассейн реки — Дон (российская часть бассейна).
Код объекта в государственном водном реестре — 05010200212107000006656.